# Radio Darmstadt
Radio Darmstadt ist als Freies Radio ein nichtkommerzieller lokaler Radiosender, der in Darmstadt und Umgebung empfangen werden kann.
Die Sendefrequenzen sind: UKW 103,4 MHz (Antenne). Das Sendestudio befindet sich am Steubenplatz 12 in Darmstadt. Radio Darmstadt bietet auch online ein Hörangebot als Podcast und Audiostream.

## Geschichte
Radio Darmstadt erhielt 1996 als erstes hessisches nichtkommerzielles Lokalradio eine Sendelizenz und ging am 1. Februar 1997 in Darmstadt auf Dauersendung.
Radio Darmstadt verfügt im Gegensatz zu vielen anderen Bürgermedien über ein festes Programmschema mit periodisch wiederkehrenden Sendungen. Es versteht sich als „Einschaltradio“, d. h.: Hörer schalten gezielt ein, um bestimmte Sendungen zu verfolgen. Zu den Aufgaben des Radios gehört darüber hinaus die Vermittlung von Medienkompetenz.
Im Laufe der Geschichte des Senders gab es – neben dem regulären Sendebetrieb – zahlreiche Projekte und Sonderaktionen; u. a. öffentliche Veranstaltungen, Live-Übertragungen (besonders aus den Bereichen Politik und Sport), Spezialsendungen zu unterschiedlichen Themen sowie Kooperationen mit verschiedenen Partnern.
1995 und 1996 wurde je ein einwöchiges Veranstaltungsradio zum Darmstädter Heinerfest gesendet sowie im Mai 1996 ein Veranstaltungsradio zum Bundestreffens der Deutschen Turnerjugend in Darmstadt.
Zunächst war das Studio in einem ehemaligen Gebäude der Stadtgärtnerei in der Bismarckstraße untergebracht, wenige Monate nach Sendestart gab es ein zweites Studio in der Fritz-Bauer-Straße (damals Hindenburgstraße). Seit dem 1. Februar 2000 wird ausschließlich vom Sendestudio am Steubenplatz gesendet. Nach einem technischen Umbau der Sendestudios sowie der Sendetechnik im Sommer 2008 konnte Radio Darmstadt seine Klangqualität erheblich verbessern. Im Zuge dieses technischen Umbaus wurden alle wichtigen Audioleitungen durch hochwertige Kabel ersetzt. Im Frühsommer 2010 begann der Umzug des Senders in kleinere Räumlichkeiten, die jedoch direkt neben dem „alten“ Sendehaus sind. Seit August 2010 wird ausschließlich von hier gesendet.
Die Hessische Landesanstalt für privaten Rundfunk und neue Medien (LPR Hessen) verlängerte die Lizenz um 4 Jahre bis zum 31. Dezember 2012. Am 26. März 2012 beschloss die Versammlung der LPR Hessen, die auslaufende Sendelizenz vorerst nicht zu verlängern. Ein Grund waren die weiterhin bestehenden Hausverbote gegen eigene Mitglieder des Senders. Im Dezember 2012 erteilte die Landesmedienanstalt dann aber doch eine Sendelizenz bis zum 31. Dezember 2017. Der Mitbewerber Dissent e. V. ging dabei leer aus. Die erneute Vergabe der Sendelizenz an Radio Darmstadt wurde von der LPR Hessen mit den „Beteiligungsmöglichkeiten verschiedener gesellschaftlicher Kräfte in der Anbietergemeinschaft sowie deren Einfluss auf das Programm und die klar erkennbare publizistische Ergänzung in Darmstadt“ begründet.

## Organisationsstruktur
Hinter dem Lokalradio steht der 1994 gegründete Trägerverein RadaR e. V., der Stand 2013 etwa 550 Mitglieder hat. 160 Menschen arbeiten zum Großteil ehrenamtlich an dem Projekt. Das Programm wird von derzeit 11 Redaktionen gestaltet.
Zum vertretungsberechtigten Vorstand gehören Felicitas Göbel, Petra Schlesinger, Aurel Jahn, Markus Lang und Ferdinand Scholten.

## Finanzierung
Die Finanzierung des Senders erfolgt größtenteils über Mittel der Hessischen Landesanstalt für privaten Rundfunk und neue Medien (LPR Hessen). Diese Landesmedienanstalt verwendet einen Teil des ihr zufließenden Anteils an den Rundfunkgebühren zur Förderung nichtkommerzieller Medienprojekte. Außerdem gibt es Vereinsbeiträge: Mitglieder zahlen 3 Euro monatlich, Schüler 1 Euro, Fördermitglieder zahlen mindestens 5 Euro im Monat.
Im Rahmen des Ludwig-Metzger-Preises 2011 erhielt Radio Darmstadt einen Anerkennungspreis für sein ehrenamtliches Engagement. Mit diesem Preis honoriert die Sparkasse Darmstadt alljährlich gemeinnützige Vereine, Institutionen und weitere Organisationen, die besonderes Engagement in deren Geschäftsgebiet zeigen und ihren Sitz in diesem Wirkungskreis haben.

## Sendezeiten
Radio Darmstadt sendet 24 Stunden am Tag. Livesendungen laufen von 17 Uhr (Montag meist ab 16 Uhr) bis 23 Uhr. In der restlichen Zeit werden Wiederholungen des Originalprogramms gesendet. Am Wochenende gibt es weitere Direktsendungen sowohl morgens als auch im Nachtprogramm.

## Programm (Redaktionen)
Eine Redaktion muss bei ihrer Gründung aus mindestens 5 natürlichen Personen bestehen; eine Obergrenze gibt es dagegen nicht. Es wird darauf geachtet, dass sich ein Teil des Programms deutlich vom Mainstream-Angebot kommerzieller und öffentlich-rechtlicher Sender unterscheidet. Die einzelnen Sendungen werden von Vereinen, Gruppen oder Einzelpersonen erstellt. Die Macher sind in der inhaltlichen und formalen Gestaltung weitgehend autonom. Die Sendungen lassen sich grob in Musik-, Informations-, Unterhaltungs- und fremdsprachige Sendungen unterteilen, wie diese Beispiele zeigen:
- Die Internationale Redaktion (bis 2011 Auslandsredaktion) bietet ein muttersprachliches Programm. Es besteht aus Sendungen in Polnisch, Französisch, Russisch, Italienisch, Singhalesisch, Spanisch und Türkisch. Die wöchentliche Sendung HamAwaas in Farsi, Pashtu und Deutsch vermittelt ein differenzierteres Afghanistanbild. Bigos, ein beliebtes Magazin auf Polnisch, zählt mit seiner langjährigen Zusammenarbeit mit dem Deutschen Poleninstitut zu den Urgesteinen von Radio Darmstadt. Seit 1. Mai 2011 gibt es zusätzlich die wöchentliche Sendung Lanka Radio für Hörer aus Sri Lanka.
- Die Redaktion Blickpunkt vor Ort (BVO) ist ein im Mai 2011 entstandener Zusammenschluss der Redaktionen Blickpunkt Gesellschaft und VorOrt. Hier trifft sich eine bunte Vereinigung aller Interessierten an Darmstädter Ereignissen und der Region, die u. a. auch das Politische Morgenmagazin gestaltet hat. Nach dem tragischen Tod eines sehr engagierten Redakteurs und dem Wegzug einer weiteren Redakteurin wechselten die restlichen VorOrt-Mitglieder in die politische Redaktion Blickpunkt Gesellschaft. Die Redaktion Blickpunkt vor Ort, die dadurch entstand, leistet wichtige Diskussionsbeiträge zu aktuellen Themen wie Umwelttechnologien und Klimaveränderung, Diskriminierung im Alltag und Politik, sowohl im Großen als auch im Kleinen.
- Die Musikredaktion berichtet über Musik und ihre Hintergründe und Zusammenhänge. Ziel der Musikredaktion ist es, eine größtmögliche Musikvielfalt zu garantieren. Über die Beschäftigung mit der Musik wird über alle erdenklichen Musiksparten hinweg eine Alternative zu den etablierten Radiosendern geboten. Dazu gehört die Förderung der örtlichen Musikszene. Lokalen Bands und Projekten wird ein Forum geboten, in dem sie sich nicht nur musikalisch, sondern auch inhaltlich darstellen können. Ein Austausch mit den Hörern findet auch durch Gastmoderatoren und Gast-DJs statt. Studiogäste wie Kurtis Blow, Jörn Elling Wuttke und Torsun Ego haben sich bereits respektvoll über die Fachkompetenz der Redakteure der Musikredaktion geäußert. Die Gestaltenden der Sendung Kopfhörer und Bedroomdisco begleiten und entwickeln unter anderem auch Sendungen im Öffentlich-rechtlichen Rundfunk.
- Die Redaktion AudioMax wird von Studierenden gestaltet und hat das Leben in und um die Universität im Blick. Neben Interviews mit dem Dekan und Orientierungshilfen für Studierende wird u. a. über das Leben für Neuankömmlinge in Darmstadt berichtet. Das Ziel von AudioMax ist, das Medium Radio als ein öffentliches Forum für alle studentischen Hochschulgruppen, Fachschaften, Fachbereiche, dem AStA und weitere universitäre Einrichtungen und Institutionen als Sprachrohr zur Verfügung zu stellen.
- Die Redaktion Mohnrot wird von Senioren gestaltet und präsentiert Themen rund um das Altwerden und das Jungbleiben. Darunter Interviews und Porträts interessanter Senioren, kulturelle Ereignisse in und um Darmstadt, Geschichte und Sehenswürdigkeiten der Stadt und des Landkreises Darmstadt, aber auch Energiewende, Verkehrswende, Entwicklung der Konversionsflächen, Umweltinitiativen und andere politische Themen. Die Redaktion hat sich aus organisatorischen Gründen inzwischen der Kulturredaktion angeschlossen, die bisherige Sendung läuft unverändert weiter.
- Die Unterhaltungsredaktion präsentiert Themen unterschiedlichster Bandbreite in einem zugänglichen (Magazin-)Format. Von Michis Schlagerbistro (Schlager und mehr) bis Ganz schön queer (Sexualität), von LebensArbeit (Porträts von Darmstädter Persönlichkeiten) bis Film Radar (Rezensionen und Ankündigungen von Filmen) werden die Hörer unterhaltsam informiert und informativ unterhalten. Lustig wird es bei den Sendungen Quatschbrötchen und Musikalische Verbrechen.
- Die Schülerredaktion Young Power ist die Redaktion für junge Menschen bis 25 Jahren. Hier können sich junge Menschen im Umgang mit den Medien erproben und Medienkompetenz praktisch erlernen. Die Redaktion ist autonom organisiert und wird von demokratisch legitimierten erwachsenen Mitgliedern betreut. Dennoch ordnete man sich der Unterhaltungsredaktion unter[4]. Bekannte aus der Redaktion hervorgegangene Moderatoren sind Benjamin May und Christian Max Franke. Die Redaktion hat sich aus organisatorischen Gründen inzwischen der Unterhaltungsredaktion angeschlossen.
- Die Sportredaktion hält die Hörer so aktuell wie möglich über Sportereignisse in Darmstadt auf dem Laufenden und berichtet über Menschen aus der Welt des Sports. Die Sportredaktion konzentriert sich dabei nicht nur auf die gängigen Sportarten, sondern versucht den Hörern auch wenig bekannte Disziplinen oder Themen aus dem Bereich Sport nahezubringen. In den Sendungen Radar Sportplatz und Radar-Frühsport berichten die Redakteure auch über in etablierten Medien seltener vertretene Sportarten. 2018 schrumpfte die Sportredaktion in einem Ausmaß, dass die restlichen Mitglieder die Redaktion auflösten und sich BVO angeschlossen haben.
- Die KULTUR-Redaktion berichtet mit themenbezogenen und aktuellen Sendungen aus allen Gattungen der Kunst regelmäßig an mehr als 15 Terminen im Monat aus der attraktiven und dynamischen Kulturszene in und um Darmstadt. Sendungen wie Augenweide, Der KultTour-Kalender und Stimme der Architektur berichten nicht nur über das prägende kulturelle Geschehen in Darmstadt, die Sendegestaltenden prägen das Geschehen häufig auch aktiv und sind dadurch für ein Nichtkommerzielles Lokalradio außergewöhnlich nah am Thema.
- Die Redaktion Offenes Haus ermöglicht Beiträge und Sendeplätze für Nichtmitglieder. Der Sendeplatz kann kurzfristig vergeben werden, um eine Schnuppersendung bei Radio Darmstadt zu gestalten. Jeden Dienstag von 17:00 bis 18:00 Uhr bestimmen die Gäste das Thema und gestalten ihre Sendung.
- Die Redaktion DJ-Zone präsentiert DJs aus der Szene der etablierten elektronischen Tanzmusik. Die Gäste werden interviewt, spielen ihre Tracks live und/oder legen ihre Sets auf. Die DJ-Zone gehört zum Wochenend-Nachtprogramm. In dieser Sendezeit laufen keine Wiederholungen wie z. B. wochentags. Inzwischen (2018) haben sich ihre Mitglieder wieder der Unterhaltungsredaktion angeschlossen, aus der sie sich einst ausgegründet hatten.